# Braisnes-sur-Aronde
Braisnes-sur-Aronde (früher nur: Braisnes) ist eine französische Gemeinde mit 175 Einwohnern (Stand: 1. Januar 2022) im Département Oise in der Region Hauts-de-France (vor 2016 Picardie). Sie gehört zum Arrondissement Compiègne und zum Kanton Estrées-Saint-Denis. 

## Geographie
Die Gemeinde Braisnes-sur-Aronde liegt an der Aronde, sieben Kilometer nordnordwestlich von Compiègne. Umgeben wird Braisnes-sur-Aronde von den Nachbargemeinden Antheuil-Portes im Nordwesten und Norden, Vignemont im Norden und Nordosten, Villers-sur-Coudun im Osten, Coudun im Südosten und Süden, Baugy im Südwesten sowie Monchy-Humières im Westen.

## Bevölkerungsentwicklung
| Jahr                       | 1962 | 1968 | 1975 | 1982 | 1990 | 1999 | 2010 | 2021 |
| Einwohner                  | 99   | 106  | 101  | 110  | 159  | 179  | 168  | 175  |
| Quellen: Cassini und INSEE |      |      |      |      |      |      |      |      |

## Sehenswürdigkeiten

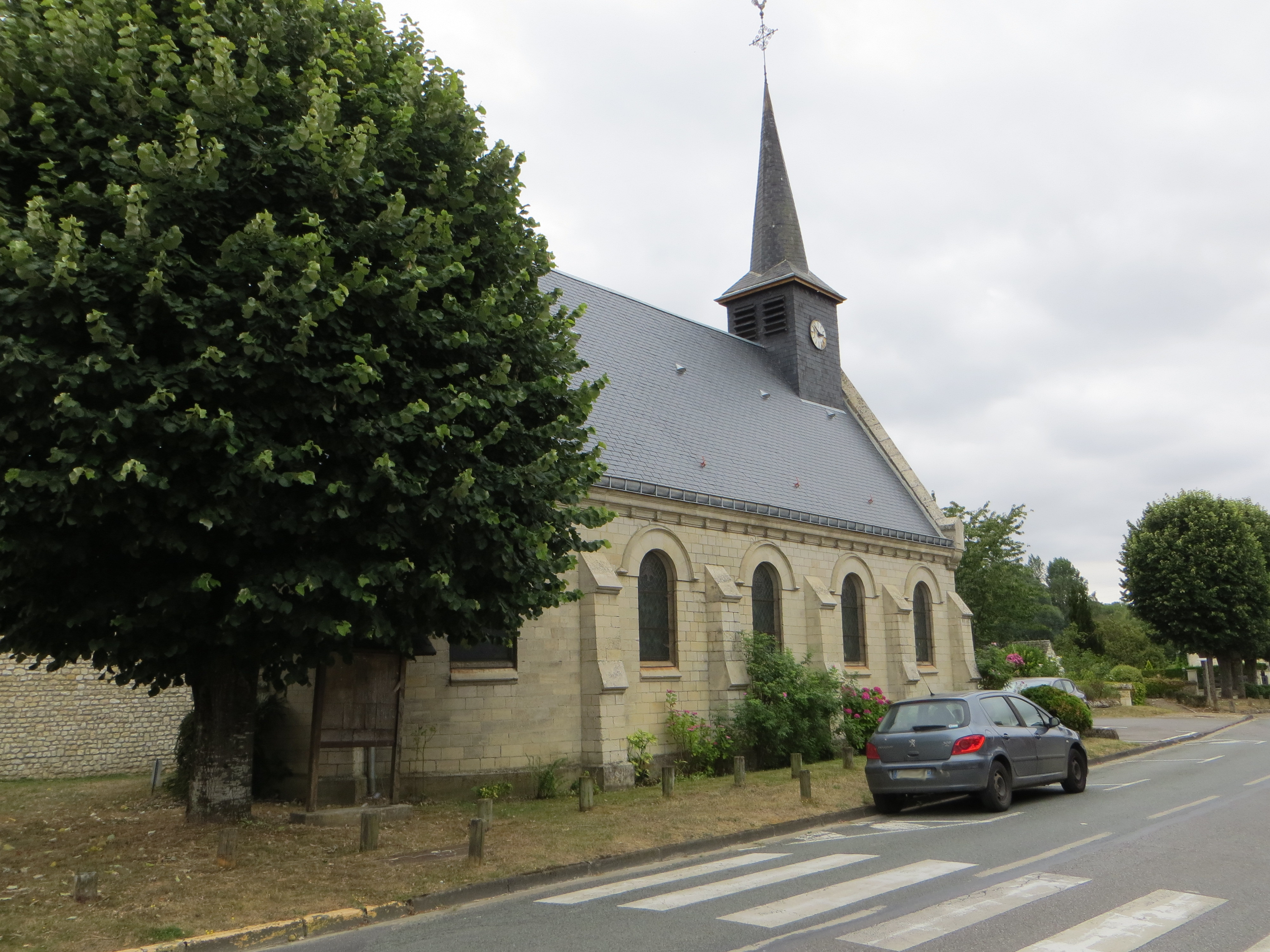
Kirche Saint-Étienne

- Kirche Saint-Étienne